# Gung Ho
Gung Ho  es una película cómica de 1986 dirigida por Ron Howard, distribuida por Paramount Pictures, y protagonizada por Michael Keaton y Gedde Watanabe. La historia se centra principalmente en la compra y adquisición de una planta de ensamble de autos americanos por parte de una corporación japonesa,(Siendo referencia que el título remarca una expresión china americanizada para referirse a trabajo en equipo) el Filme está clasificado como PG-13 En los Estados Unidos y certificada para mayores de 15 años en el Reino Unido.

## Sinopsis
La planta local de ensamble de automóviles localizada en HadleyVille, Pennsylvania, la cual había proveído de trabajo a casi todo el pueblo, ha estado cerrada por casi  nueve meses. El capataz y jefe de operaciones locales, Hunt Stevenson (Michael Keaton), va a Tokio, Japón, para tratar de convencer a la empresa Assan Motors Corp. para comprar y reabrir la planta. La compañía japonesa acepta el trato y a su llegada a América son recibidos con fanfarrias por todo el pueblo, y para entonces toman ventaja de la situación para instaurar muchos cambios en cuanto a la operación, entonces a los trabajadores no se les permite formar un sindicato, deben ganar sueldos bajos, y todo eso moviéndose alrededor de la fábrica para que así cada trabajador aprenda cada trabajo y después de ello dándose cuenta de que a causa de la situación entre los nuevos jefes nipones es casi imposible tener estándares de eficiencia y calidad así como una rigidez en la relación entre empleados de la compañía, los americanos encuentran divertido que todos los días el grupo japonés de trabajadores y ejecutivos hagan ejercicios calistecnicos matutinos, tomen su almuerzo con palillos y se bañen juntos en el río junto a la fábrica, mientras los trabajadores muestran una pobre ética laboral y una actitud reticente hacia el control de calidad.
El ejecutivo japonés a cargo de la planta es Takahara Kazuhiro (Gedde Watanabe), quien tuvo recientemente un tropiezo en su carrera a causa de su permisividad para con sus trabajadores. Cuando Hunt conoce a Kazuhiro en Japón, se ve ridiculizado por sus colegas respecto a su actitud por lo que lo candidatean para portar las "cintas de la Vergüenza". Finalmente obtiene una oportunidad para reivindicarse consigo mismo fijándose como meta el hacer de la fábrica americana un éxito, En un intento por ser el jefe estricto que sus superiores esperan, él le da a Hunt un ascenso con la condición de que trabaje bajo condiciones mediadoras entre la gerencia japonesa y los trabajadores japoneses para suavizar la transición y convencer a los trabajadores de desempeñarse bajo el nuevo reglamento. Más convencido de mantener su promoción que la lealtad de sus trabajadores, Hunt hace todo para convencer a los trabajadores a su cargo dentro de su complicidad, pero el choque cultural se vuelve bastante grande y comienza a perder el control de todos los trabajadores.
En un intento por resolver el problema, Hunt hace un trato con Kazuhiro: si la planta puede producir 15.000 unidades en un mes, significaría que es igual de productiva que la mejor de las líneas de ensamblaje japonesas, lo que significaría que se les otorgaría a todos un buen aumento de sueldo y la creación de empleos para los desempleados que aún quedan en el pueblo. Sin embargo si los trabajadores fallaban por un solo auto no obtendrían nada. Hunt llama a todos sus trabajadores a cargo para convencerlos del trato, y ellos rechazan la idea argumentando que no se podían hacer tantos autos en tan poco tiempo. Bajo la presión de la camarilla Hunt les miente y dice que si llegan a 13.000 unidades obtendrían un aumento proporcional. Después de un mes trabajando hasta altas horas llegando a las 13.000 unidades, Hunt les suplica para aumentar la meta completa de 15.000 la verdad se pone al descubierto y los trabajadores van a la huelga, poniendo en aprietos tanto a Kazuhiro como a Hunt.
En la fiesta anual del 4 de julio, Conrad Zwart, el alcalde de HadleyVille (Rance Howard), anuncia los planes de Assan Motors de desechar la idea de adquirir la planta a causa de la huelga, lo que eventualmente significaría la ruina para el pueblo. El alcalde amenaza a Hunt pero Willie (John Turturro), uno de los trabajadores ,interviene insistiendo que no era toda la culpa de Hunt por el cierre de la planta, el alcalde más fúrico con la gente del pueblo hablando acerca de la palabra de Hunt, abandona la fiesta, pero el mismo decide desenmascararse, al revelar la verdadera cifra de 15.000 unidades, añadiendo que la razón verdadera es que los trabajadores tenían dificultades para asimilar la ética laboral japonesa, misma que los americanos habían abandonado. Todos abandonan la fiesta dejando a Hunt solo, en una completa muestra de reticencia a apoyarlo, mientras su novia lo recoge y lo lleva a casa, reconociendo que fue muy valiente en reconocer la verdad por sí mismo.
Al amanecer encuentran a un Kazuhiro descontrolado y un tanto deprimido, el cual en realidad no quería suicidarse si no controlarse después de un conato similar que tuvo con el jefe japonés al intentar pedir un permiso para que su compañero pudiera salir temprano a causa del nacimiento de su bebé. Entonces ambos deciden que para salvar a la empresa, la fábrica y sobre todo al pueblo, deben recuperar la lealtad hacia sus superiores, así que ante los ojos de los huelguistas atónitos comienzan a ensamblar por ellos mismos las unidades faltantes. Al ver esto los trabajadores inspirados comienzan a entrar a la fábrica para alcanzar la meta de 15 mil unidades, uniéndose inclusive algunos de los japoneses. Mientras el tiempo corre deciden armar a medias algunas unidades para impresionar al jefe poniendo en línea algunos ejemplares a medio terminar solo con detalles cosméticos para pasar la prueba. Una vez acabada la inspección, el jefe determina que hay algunos detalles faltantes mientras Hunt en un intento por elevar la moral de los trabajadores tanto americanos como japoneses hace su primera adquisición para el mismo, mostrando cómo manejar el auto, el cual arranca pero unos metros adelante se desarma, Sin embargo el director de la compañía (Satoshi Yamamura) conocido por su temperamento estricto se mostró impresionado por los trabajadores y su desempeño al lograr la meta, la cual cumplieron a tiempo, para lo cual los felicito y se refirió a ellos como un "muy buen equipo de trabajo" mientras le da instrucciones a Kazuhiro de reparar y corregir los defectos de las unidades faltantes (incluyendo la que Hunt Había escogido para el mismo), mientras que el asistente del director quien era familiar de ellos por su pobre desempeño y harto del remarque de fallas recalcitrante decide reasignarlo a una labor ad hoc para el dándole una escoba y diciéndole "que disfrute su nuevo empleo" en cuanto a Hunt después de su escena el presidente de la compañía lo considera una persona graciosa y cómica de esta forma salvando sus empleos, los de sus compañeros y el bienestar del pueblo al cual salvan.
Mientras los créditos pasan, los trabajadores y la gerencia se han comprometido a mejorar la relación laboral entre ambas partes, flexibilizar un poco las expectativas y pagarles mejor a los empleados, Mientras que los trabajadores acuerdan ser más cooperativos y comprometidos en todo lo relacionado con la empresa como lo es participar en los ejercicios calistecnicos matutinos, algo que aceptan con total alegría.

## Reparto
| Actor            | Personaje            | Notas                                         |
| ---------------- | -------------------- | --------------------------------------------- |
| Michael Keaton   | Hunt Stevenson       |                                               |
| Gedde Watanabe   | Takahara Kazuhiro    | Gerente de la fábrica                         |
| George Wendt     | Buster               | Trabajador y amigo de Hunt                    |
| John Turturro    | Willie               | Trabajador y amigo de Hunt                    |
| Mimi Rogers      | Audrey               | Novia de Hunt                                 |
| So Yamamura      | Sr. Sakamoto         | Presidente y director general de Assan Motors |
| Sab Shimono      | Saito                |                                               |
| Rick Overton     | Googie               |                                               |
| Clint Howard     | Paul                 |                                               |
| Jihmi Kennedy    | Junior               |                                               |
| Michelle Johnson | Heather DiStefano    |                                               |
| Rodney Kageyama  | Ito                  |                                               |
| Rance Howard     | Alcalde Conrad Zwart |                                               |
| Patti Yasutake   | Umeki Kazihiro       | Acreditada como Patti Yasuiake                |
| Jerry Tondo      | Kazuo                |                                               |

## Recepción
Gung Ho recibió críticas mixtas a negativas y un 35% en Rotten Tomatoes

## Influencia
Los ejecutivos de Toyota en Japón usaron Gung Ho como ejemplo de cómo no tratar a los trabajadores americanos, algo que se tradujo en una mejora en las relaciones laborales entre todas las compañías japonesas instaladas en territorio norteamericano.

### Spin-Offs
La película impulso una pequeña serie televisiva del mismo nombre. Todos los actores asiáticos hicieron sus mismos papeles, Clint Howard es el único actor de la película que apareció en la serie.
La película se lanzó en Australia bajo el título "Working Class Man", siendo también el título de una de las canciones que canto en la película el roquero australiano Jimmy Barnes.[cita requerida]

## Vehículos usados
Los Fiat Regata (y Fiat Spazios) fueron usados en varias etapas de ensamblaje, las tomas de la fábrica tienen lugar en la planta de Fiat S.p.A. ubicada en Buenos Aires, Argentina.